# Punto battuto a casa
Il punto battuto a casa (run batted in, in lingua inglese), nel baseball, è una statistica accreditata al battitore quando la sua azione alla battuta consente alla squadra di realizzare uno o più punti. Per ognuno dei punti così segnati viene conteggiato un punto battuto a casa.
Nelle statistiche viene abbreviato in RBI.
I punti battuti a casa sono una delle tre statistiche considerate per l'assegnazione della tripla corona dei battitori, insieme ai fuoricampo e alla media battuta.

## Attribuzione
Il punto battuto a casa viene accreditato al battitore quando la segnatura avviene nel corso di un'azione di gioco iniziata con una sua valida, un suo bunt di sacrificio o una sua volata di sacrificio, senza errori della difesa avversaria. Viene attribuito anche quando il punto viene segnato durante un'azione che porta ad un'eliminazione in campo interno o per scelta difesa.
Se il battitore realizza un fuoricampo, oltre a portare a casa gli eventuali compagni sulle basi, porta a casa anche sé stesso: pertanto, il massimo di punti battuti a casa realizzabili in una singola azione è 4.
In una situazione di basi piene, cioè con corridori in prima, seconda e terza base, il battitore può essere accreditato di un punto battuto a casa anche senza battere. Ciò accade quando gli viene assegnata la prima base dopo essere stato colpito da un lancio, dopo aver ricevuto una base su ball, oppure dopo un'interferenza o ostruzione; i compagni già in base avanzano anch'essi di una base, e il corridore in terza arriva a casa segnando un punto.
Non viene accreditato nessun punto battuto a casa quando la segnatura avviene in seguito a un lancio pazzo, un balk o un errore difensivo. Tuttavia, qualora il classificatore ufficiale ritenga che l'errore sia ininfluente, cioè che il corridore sarebbe arrivato comunque a casa base anche senza errore della difesa, può decidere di assegnare lo stesso il punto battuto a casa.
Se il battitore batte in doppio gioco forzato o doppio gioco forzato rovescio, l'eventuale punto segnato non conta come punto battuto a casa.

## Record

### Major League Baseball

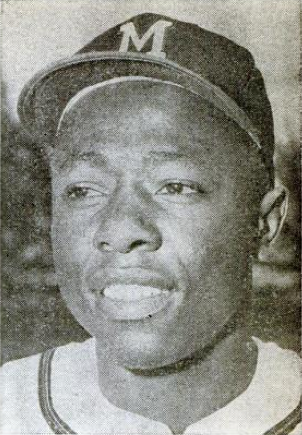
Hank Aaron, detentore del record assoluto di punti battuti a casa della MLB

Classifica dei primi tre giocatori della Major League Baseball (MLB) per punti battuti a casa in carriera, aggiornata al termine della stagione 2017:
1. Hank Aaron - 2297
2. Babe Ruth - 2213
3. Alex Rodriguez - 2086

Classifica delle migliori tre prestazioni stagionali, aggiornata al termine della stagione 2017:
1. Hack Wilson (1930) - 191
2. Lou Gehrig (1931) - 184
3. Hank Greenberg (1937) - 183

### Campionato italiano
Nel campionato italiano di baseball vengono distinti i record ottenuti con le mazze di alluminio da quelli realizzati con le mazze in legno.
Classifica dei primi tre giocatori del campionato italiano di baseball per punti battuti a casa in carriera, con le mazze di alluminio:
1. Roberto Bianchi - 1159
2. Giuseppe Carelli - 926
3. Guglielmo Trinci - 866

Classifica dei primi tre giocatori del campionato italiano di baseball per punti battuti a casa in carriera, con le mazze in legno:
1. Jairo Ramos - 501
2. Claudio Liverziani - 451
3. David Sheldon - 394

Classifica delle tre migliori prestazioni stagionali con le mazze di alluminio:
1. Roberto Bianchi (1985, Fortitudo Baseball Bologna) - 102
2. Donald Mazzilli (1985, Rimini Baseball Club) - 100
3. Garret Nago (1990, Bbc Grosseto) - 97

Classifica delle tre migliori prestazioni stagionali con le mazze in legno:
1. James Vatcher (2001, Rimini Baseball Club) - 65
2. Salvatore Varriale (1973, Parma Baseball) - 63
3. Giorgio Costantini (1973, Nettuno Baseball Club), James Vatcher (2000, Rimini Baseball Club) e Claudio Liverziani (2002, Fortitudo Baseball Bologna) - 61